# Estanh Mòrt
L'estanh Mòrt és un llac glacial situat a la conca occidental del circ de Colomèrs, al terme municipal de Naut Aran, a la vall d'Aran. Es troba a 2.210 metres d'altitud, i la seva superfície és de 3,29 hectàrees. Està inclòs a la zona perifèrica del Parc Nacional d'Aigüestortes i Estany de Sant Maurici. El seu emissari desaigua a l'estany Major de Colomèrs